# Ahle Wurst

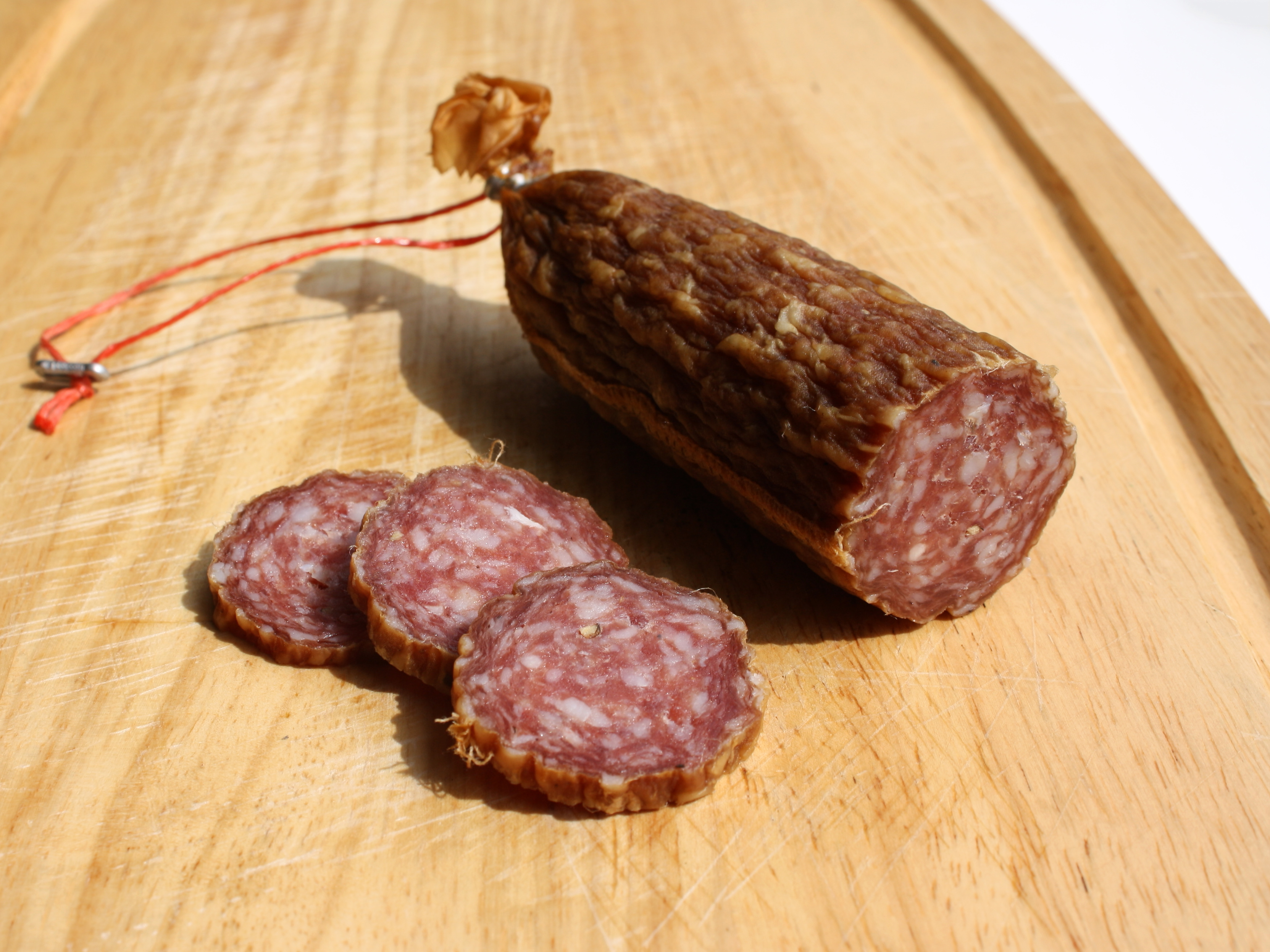
Ahle Wurscht

Die Ahle Wurst (auch Ahle Wurscht bzw. Worscht oder Ahle Woscht, in manchen Gegenden ebenso Rote Wurst) ist eine luftgetrocknete oder leicht kaltgeräucherte Dauerwurst aus schlachtfrischem Schweinefleisch, die traditionell in Nordhessen in Hausschlachtung hergestellt wird. Sie entspricht dem Wesen nach in Konsistenz und Farbe einer Rohwurst. Die Wurst ähnelt in Herstellung und Verwendung stark italienischer Salami.
Die Bezeichnung „Ahle“ kommt vom mitteldeutschen Begriff für das Wort ‚alt‘, also ‚Alte Wurst‘, da sie sehr lange reift.

## Herstellung und traditionelle Formen
Für die Herstellung wird außer den Innereien, den Knochen und Sehnen nahezu das gesamte Schwein noch schlachtwarm mittelgrob mit dem Fleischwolf zerkleinert und gewürzt. Insbesondere werden Anteile von Speck verarbeitet (erlaubt sind maximal 35 % Fettgewebe). Würzmittel sind Speisesalz und Pfeffer sowie lokal unterschiedliche Gewürze wie Knoblauch, Kümmel, Muskat und Senfkörner (Naturgewürze), etwas Zucker, Salpeter und Buchenholzrauch. Noch warm wird das Brät fest in mittlere Kranzdärme als Wursthülle gefüllt. Die Wurst muss mindestens vier Wochen in einer „Wurstekammer“ bei einer Temperatur von unter 15 °C reifen und ist dann eine Dürre Runde. Für die Stracke (‚Gerade‘) wird die Wurstmasse in großkalibrige Mitteldärme oder in atmungsaktive, wasser- und dampfdurchlässige sowie elastische Kunstdärme gefüllt und muss wegen des größeren Wurstdurchmessers mindestens sechs Wochen reifen. Die sonstige Herstellung ist identisch. Durch die Reifung verliert die Wurst etwa ein Drittel an Masse (mindestens 30 %) und bekommt eine tiefrote Farbe. Sie ist jetzt verzehr- und bis maximal 22 °C lagerfähig, wird aber häufig noch mehrere Wochen oder Monate, auch bis zu einem Jahr und länger zur Nachreifung aufgehängt, um den erwünschten Härte- und Reifegrad zu erreichen. Die Wurst kann jedoch verderben und grau werden, wenn bei ihrer Herstellung die Wurstmasse in der Wursthülle nicht genug verdichtet oder wenn sie bei der Reifung falsch gelagert wurde, sodass sich ein Hohlraum in ihr bilden konnte. Ahle Wurst gibt es auch in der „Schmalzhaut“ oder „Schmerhut“ (zur Wursthülle genähtes Bauchfell) als Feldkieker.
Bei der in Nordhessen seit Jahrhunderten praktizierten Warmfleischverarbeitung bei der Rohwurstherstellung – sie kommt sonst nur noch beim Eichsfelder Feldgieker vor – wird auf die Verwendung von Konservierungs- und Schnellreifemitteln sowie Aroma- oder Färbezusätzen verzichtet, denn solche wären für die Ausbildung des typischen Aromas und der langen Lagerfähigkeit der Ahlen Wurst abträglich.

## Abgrenzung des geografischen Gebiets
Das geografische Gebiet bildet Nordhessen mit den folgenden Landkreisen: Hersfeld-Rotenburg, Kassel mit der Stadt Kassel, Marburg-Biedenkopf (in Mittelhessen), Schwalm-Eder, Waldeck-Frankenberg und Werra-Meißner.

## Kulturelle und wirtschaftliche Bedeutung
Nordhessen ist in weiten Teilen noch heute durch Wald und landwirtschaftliche Nutzung geprägt. Die Haltung von Schweinen war in früheren Jahrhunderten nahezu jedem möglich, da die Schweine zur Mast in den Wald getrieben wurden und oft keine zusätzliche Fütterung notwendig war. Dies führte dazu, dass sich eine kleinbäuerliche Tierhaltung für den jährlichen Bedarf entwickelte, die wesentlich zur Versorgung der ländlichen Bevölkerung beitrug. Um Fleisch zur Vorratshaltung lange haltbar zu machen, entstanden Dauerwurstspezialitäten, vor allem die Ahle Wurst. Der Wurstbestand musste von der Schlachtung im Winter bis zur Ernte im Sommer reichen.
Der „Feldkieker“ war bereits im Jahr 1488 in Büraberg bei Fritzlar bekannt. In den „Anschlägen“ – einem frühen Haushaltsplan – von Landgraf Wilhelm dem Weisen wurden 1568 auch „rode Wurst“ und „Bratwurst“ aufgelistet. Erwähnt wird sie auch im „Verzeichnis allerlei Essen“ des Kasseler Hofes von 1580 und in der Taxordnung von 1622. Bereits 1791 wurden Qualitätsfragen rechtlich geregelt: Nach dem „Regulativ wie es künftig mit Schlachtwesen und Fleischverkauf in hiesiger Residenz zu halten“ soll „rothe Wurst“ ausschließlich aus Schweinefleisch hergestellt werden.
Die Tradition der Herstellung der Ahlen Wurst hat bis heute Bestand und hilft durch Direktvermarktung vielen klein- und mittelbäuerlichen Betrieben, die für Nordhessen typisch sind, den gewaltigen Strukturwandel in der Landwirtschaft wirtschaftlich zu überleben. Die Initiative Slow Food hat die Ahle Wurst, die mittlerweile Kultstatus erlangt hat, unter der Bezeichnung Nordhessische Ahle Wurscht im Juni 2004 in ihre „Arche des Geschmacks“ aufgenommen, um die traditionelle Herstellungsweise zu fördern und als Kulturgut zu sichern. Am 18. Mai 2016 wurde für die Nordhessische Ahle Wurscht bzw. Nordhessische Ahle Worscht der Status als g.g.A. – geschützte geografische Angabe – beantragt. Die EU erkannte ihr das Prädikat im Februar 2023 zu.